# Jacob Lüroth
Jacob Lüroth (Mannheim, 18 de fevereiro de 1844 — Munique, 14 de setembro de 1910) foi um matemático alemão.
Dedicou-se principalmente à geometria.

## Vida e obra
Jacob Lüroth interessou-se quando ainda na escola em Mannheim por astronomia, trabalhou com o diretor do Observatório de Mannheim e começou a estudar astronomia na Universidade de Bonn, mas teve de abandonar o curso por problemas de visão. A partir de 1863 estudou matemática na Universidade de Heidelberg, onde obteve o doutorado em 1865, orientado por Otto Hesse e Gustav Kirchhoff. Estudou depois na Universidade de Berlim com Karl Weierstrass e na Universidade de Giessen com Alfred Clebsch, com habilitação em 1867 em Heidelberg, onde foi então privatdozent. A partir de 1868 trabalhou na Universidade Técnica de Karlsruhe, onde foi professor em 1869, e a partir de 1880 sucedeu Felix Klein como professor da Universidade Técnica de Munique. Em 1883 tornou-se professor da Universidade de Freiburg, onde permaneceu até tornar-se professor emérito. Em 1889/1890 foi pro-reitor da universidade. Morreu repentinamente vitimado por um infarto agudo do miocárdio quando em férias em Munique.

## Obras
- Vorlesungen über numerisches Rechnen. Teubner, Leipzig 1900.
- Grundriß der Mechanik. München, Ackermann 1881 (80 Seiten).
- Beweis eines Satzes über rationale Curven.[ligação inativa] Mathematische Annalen Bd.9, 1876, S.163.
- Einige Eigenschaften einer gewissen Gattung von Curven vierter Ordnung.[ligação inativa] Mathematische Annalen Vol. 1, 1869, p. 37.